# Hijger

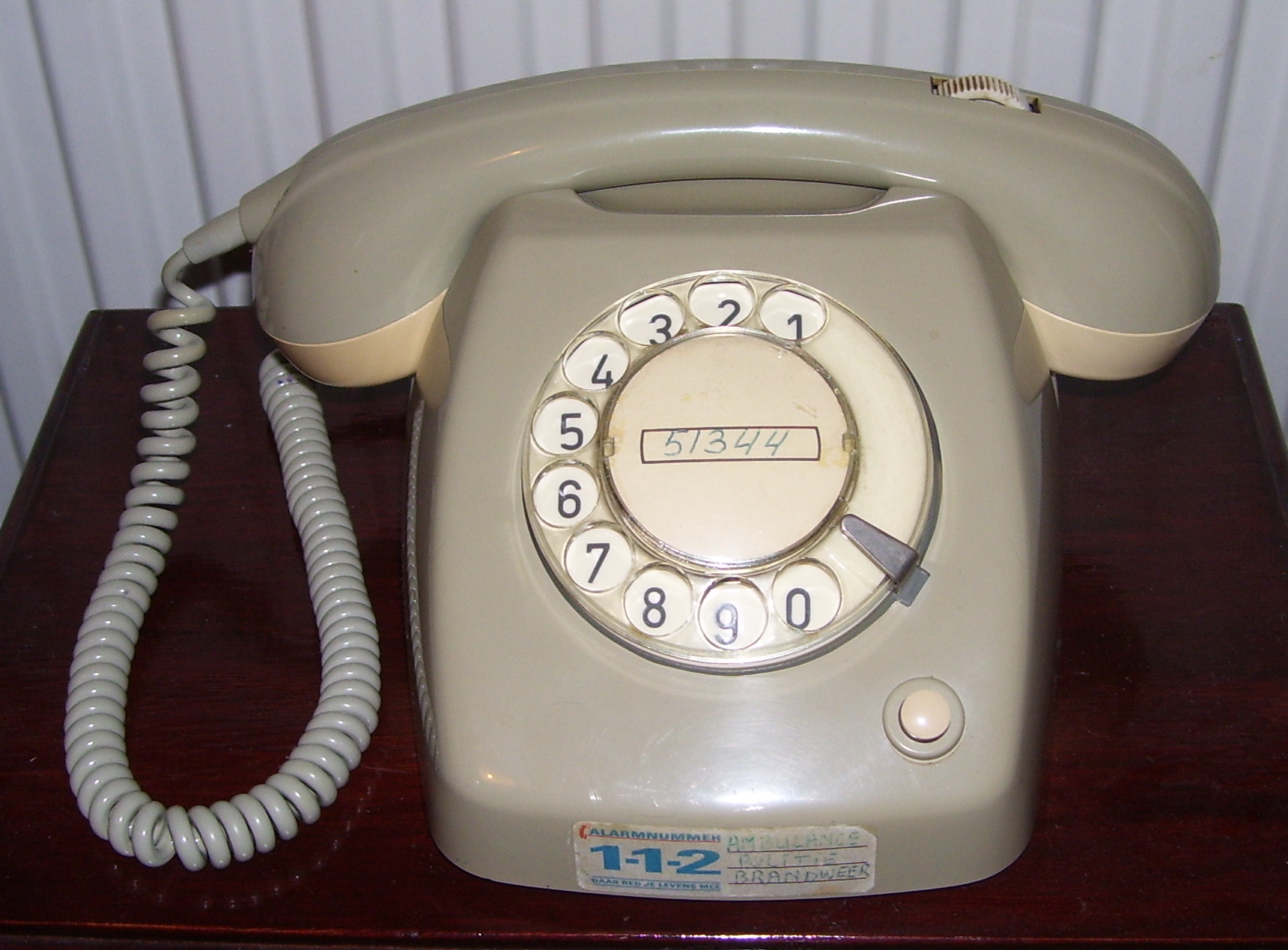
Hijgers vallen anderen lastig via de telefoon

Een hijger is een persoon die anderen via de telefoon lastigvalt met doorgaans seksueel getinte geluiden zoals hijgen. Het kan onderdeel zijn van stalking en mensen kunnen zich erdoor bedreigd voelen.
Lang niet iedereen raakt ervan van slag en in de loop van de jaren zijn strategieën bedacht om een hijger te demotiveren:
- niet opleggen, maar ook niet luisteren om de beller op kosten te jagen;
- hard in de hoorn fluiten;
- terug gaan hijgen;
- iemand van hetzelfde geslacht terug laten praten.

Hijgen was een fenomeen dat in Nederland zijn hoogtepunt bereikte in de periode 1985-1995, maar het komt nog steeds voor. De moderne nummerherkenning- en blokkering hebben het veel eenvoudiger gemaakt ongewenste telefoontjes af te schermen.